# ایمن بلعید
ایمن بلعید (عربی: أيمن بلعيد؛ زادهٔ ۲ ژانویهٔ ۱۹۸۹) بازیکن فوتبال اهل فرانسه-تونس است.

## باشگاهی
از باشگاه‌هایی که در آن بازی کرده‌است می‌توان به باشگاه فوتبال روترهام یونایتد، باشگاه فوتبال ستاره ساحلی، باشگاه فوتبال لفسکی صوفیه، و باشگاه فوتبال اسپارتا پراگ اشاره کرد.

## تیم ملی
وی همچنین در تیم ملی فوتبال تونس بازی کرده است.